# Trachys minutus
Trachys minutus es una especie de escarabajo del género Trachys, familia Buprestidae. Fue descrita científicamente por Linnaeus en 1758.
Se distribuye por Alemania,Rusia. Mide 2,8-3,5 milímetros de longitud.  Se alimenta de Salix, Betula, Tilia, Ulmus. Ha sido introducido en Norteamérica.

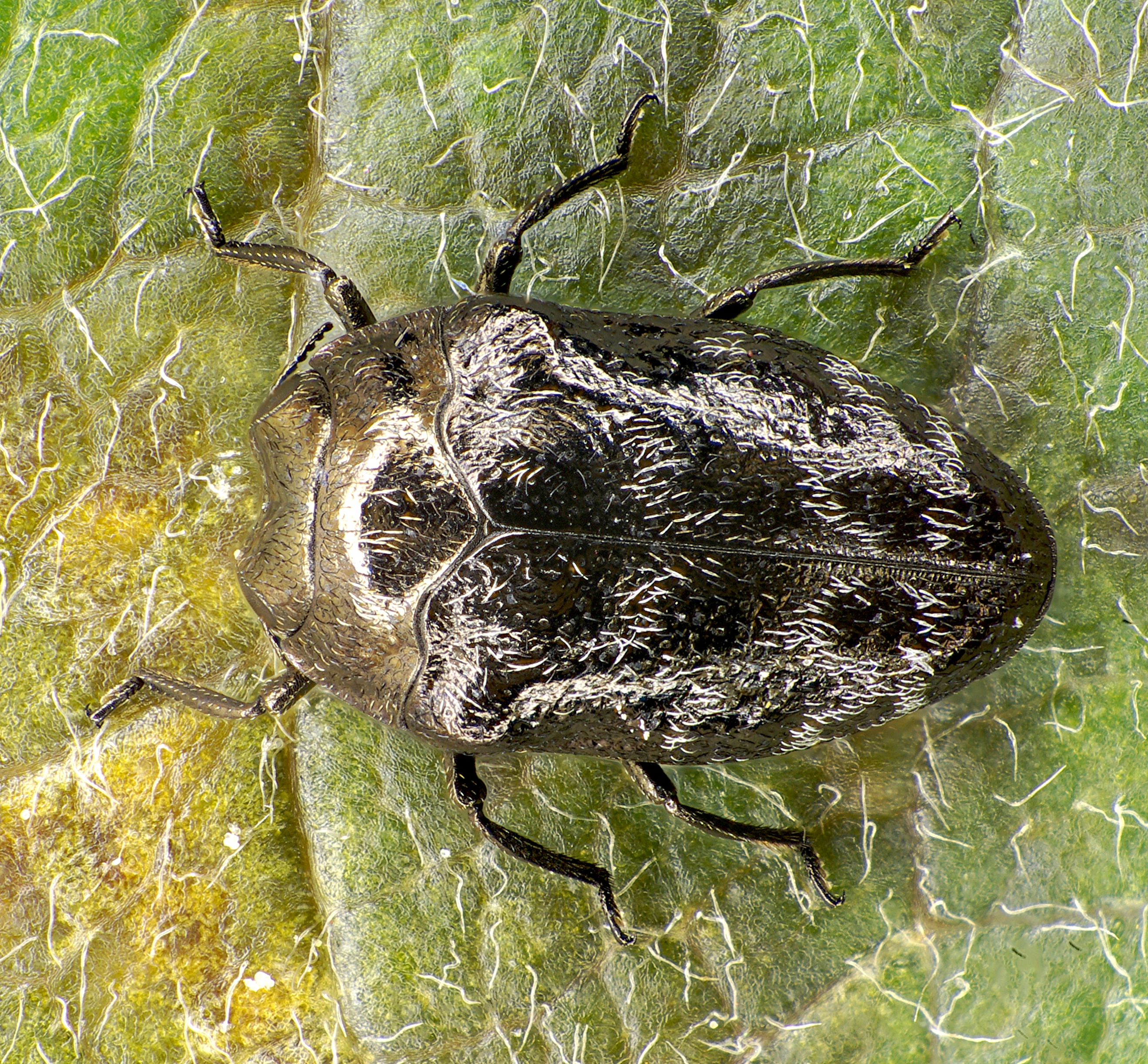
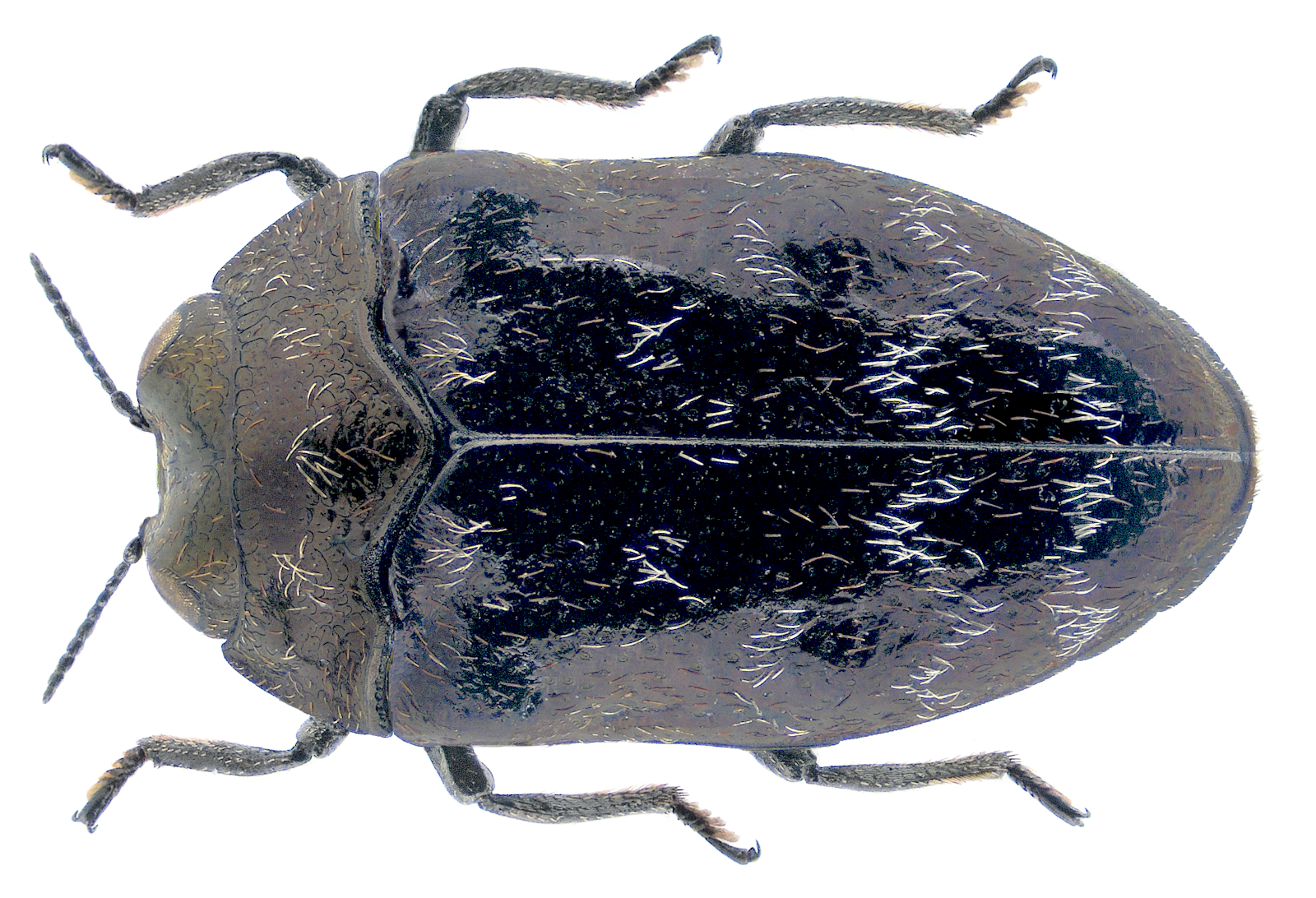
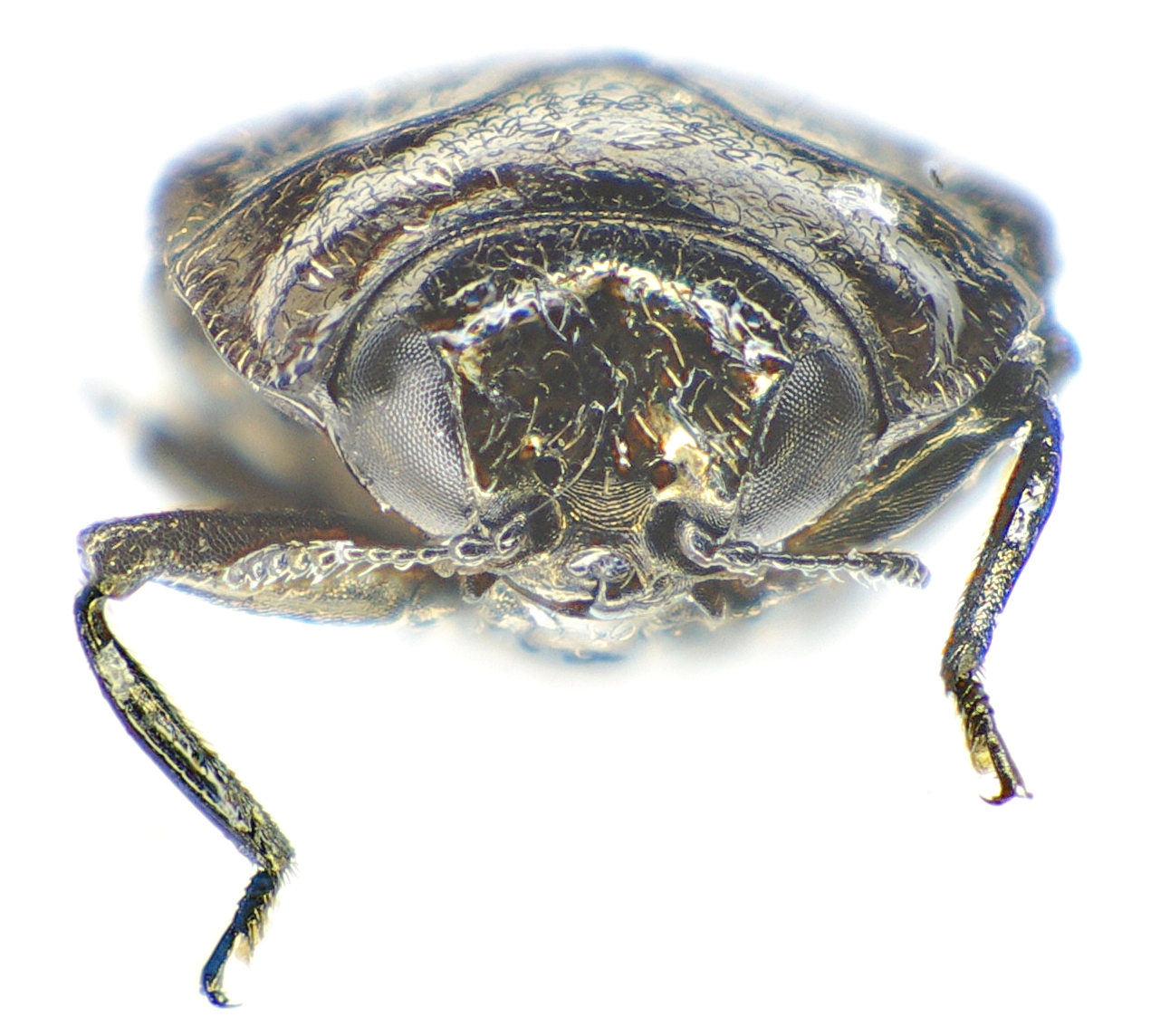
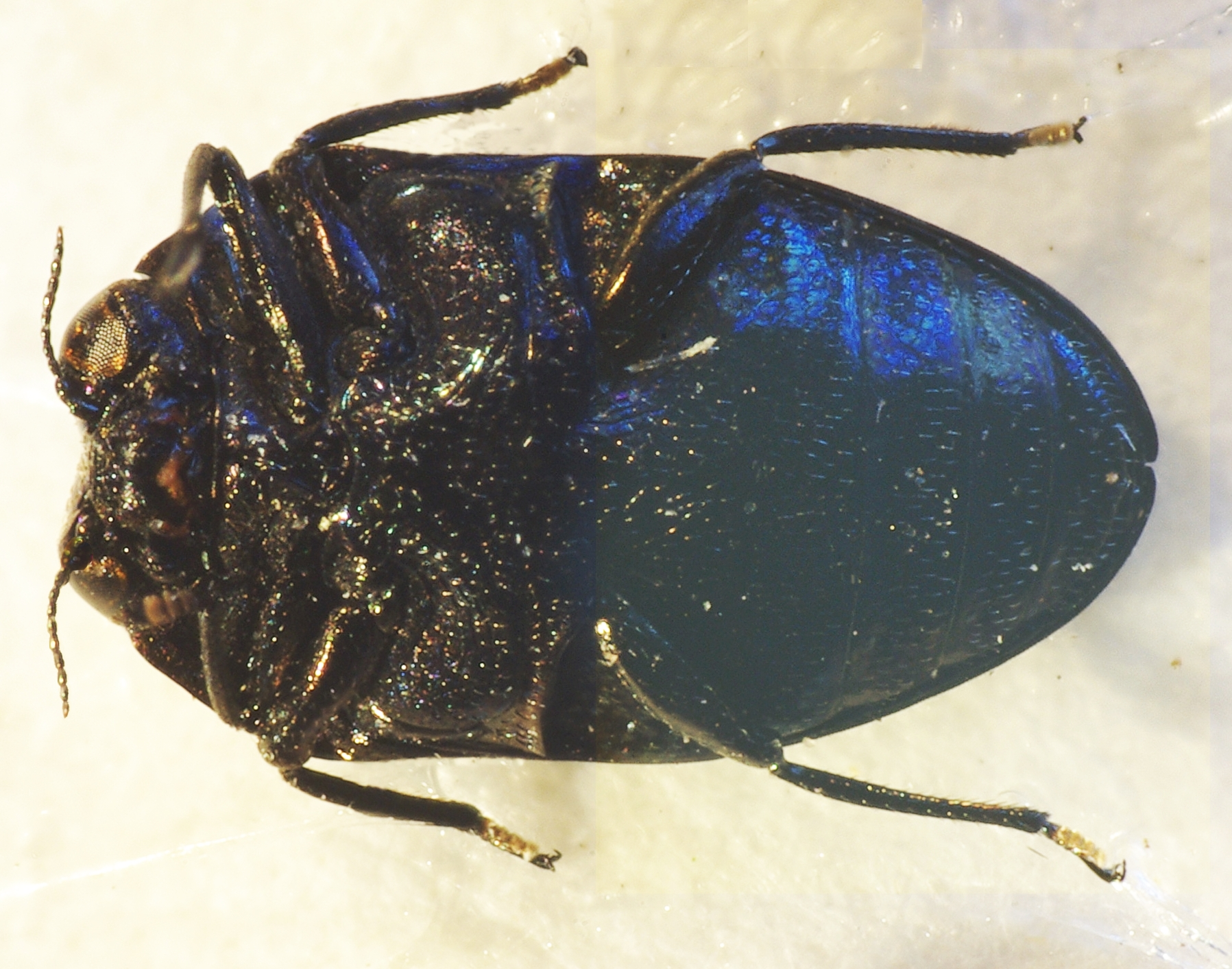
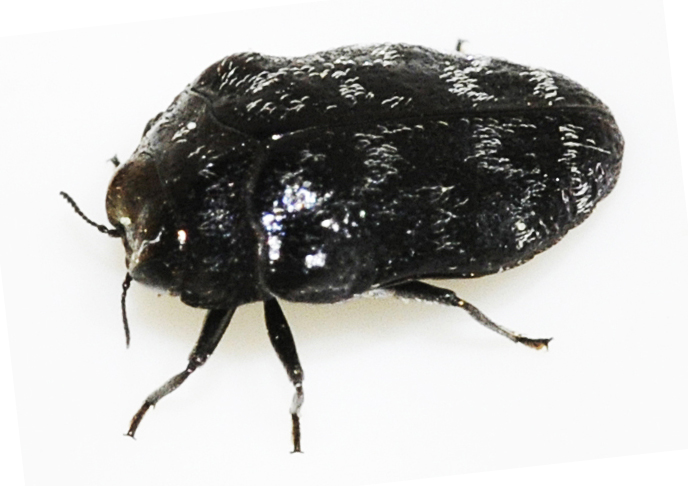